# Blanchering

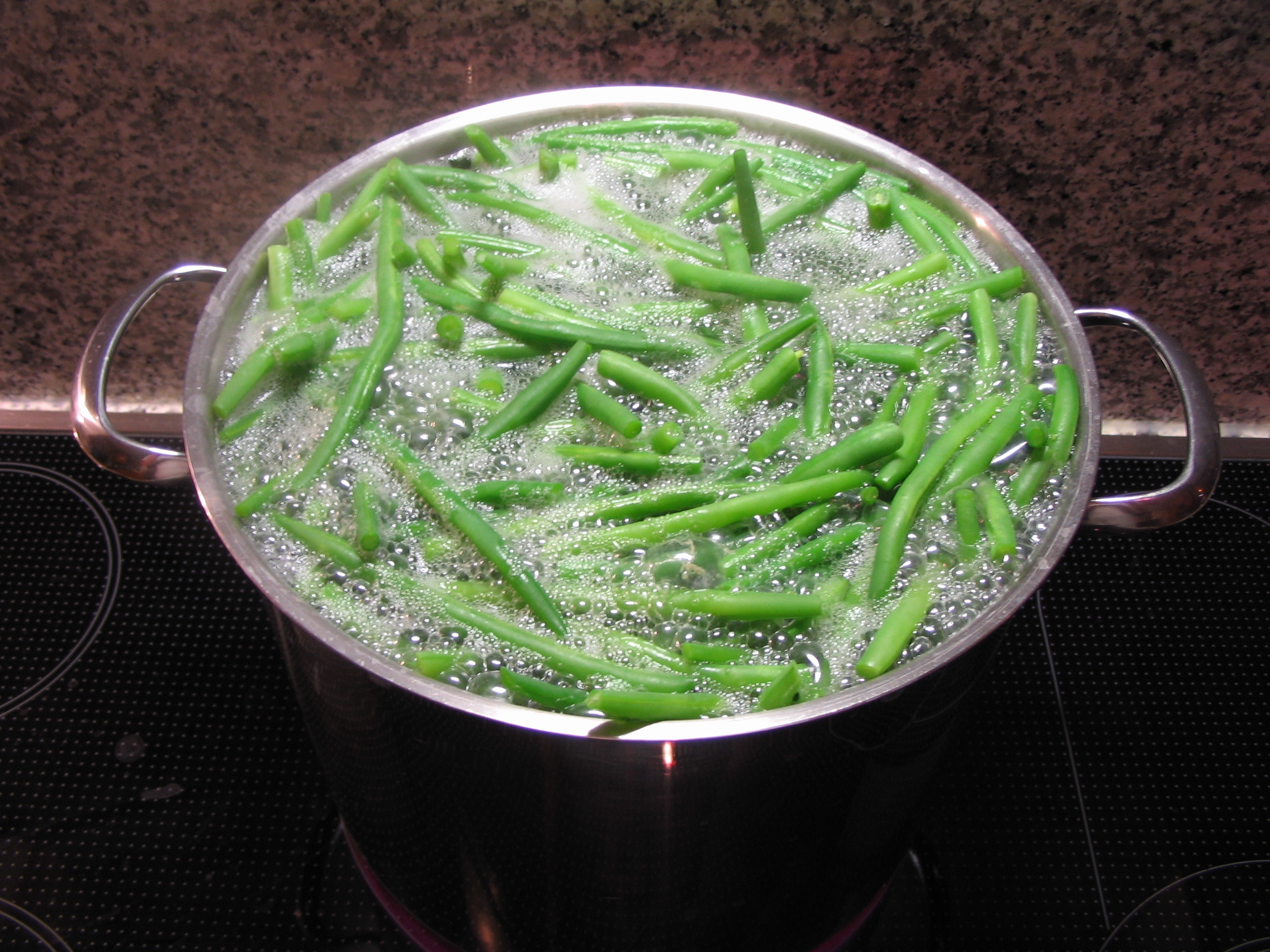
Blanchering av bönor

Blanchering är en matlagningsmetod där matvaran snabbt kokas i lättsaltat vatten i cirka en minut och sedan snabbt kyls ner i till exempel vatten med isbitar i. På grund av den korta koktiden och nedkylningen behåller blancherade grönsaker sin färg.
Ordet "blanchera" kommer från franskans "blanchir" som betyder förvälla (ordagrant göra vit).

## Användningsområden
Vissa frukter och nötter kan blancheras för att enklare kunna skalas.
Man kan blanchera såväl kött som grönsaker.
Att blanchera livsmedel inför konservering gör så att vissa enzymer inaktiveras. Dessa skulle annars försämra livsmedlets smak, färg och näringsvärde.
Blanchering kan också användas som ett sätt att driva luft ur livsmedel.